# Етьєн Ленуар
Жан Жозеф Етьєн Ленуар (фр. Jean Joseph Étienne Lenoir; 12 січня 1822, Мюссі-ла-Віль, провінція Люксембург, Бельгія, з 1839 року входить до Бельгії — 4 серпня 1900, Ла-Варенн-Сент-Ілер, район в Сен-Мор-де-Фоссе біля Парижа, Франція) — французький винахідник (80 патентів) та підприємець. Ленуар був відзначений Орденом Почесного легіону й одержав французьке громадянство.

## Двигун Ленуара
У 1859 році Ленуар винайшов газовий двигун, відомий зараз як двигун Ленуара. Двигун було продемонстровано 23 січня 1860 року у присутності близько 20 осіб. 1863 року Ленуар сконструював автомобіль на газовому моторі, 1866 року він сконструював моторний човен. Авто Ленуара проїхало 9-и кілометрову трасу з Парижа до Жонвіль-ле-Пон за 3 години. Загалом було зібрано близько 400 моторів Ленуара.
Двотактний газовий двигун був менш громіздким і важким у порівнянні з паровими, простішим в управлінні, при запуску не вимагав тривалої підготовки (розігрівання котла), а в стаціонарному режимі працював повністю автоматично, тоді як для роботи парової машини потрібна постійна участь кочегара. З цих причин газовий двигун відразу привернув до себе увагу споживачів.
Проте після появи у продажу чотиритактного двигуна внутрішнього згоряння конструкції Ніколауса Отто (принцип дії якого широко використовується і сьогодні) двигун Ленуара швидко втрачає свої позиції на ринку і, зрештою, витісняється двигуном Отто.

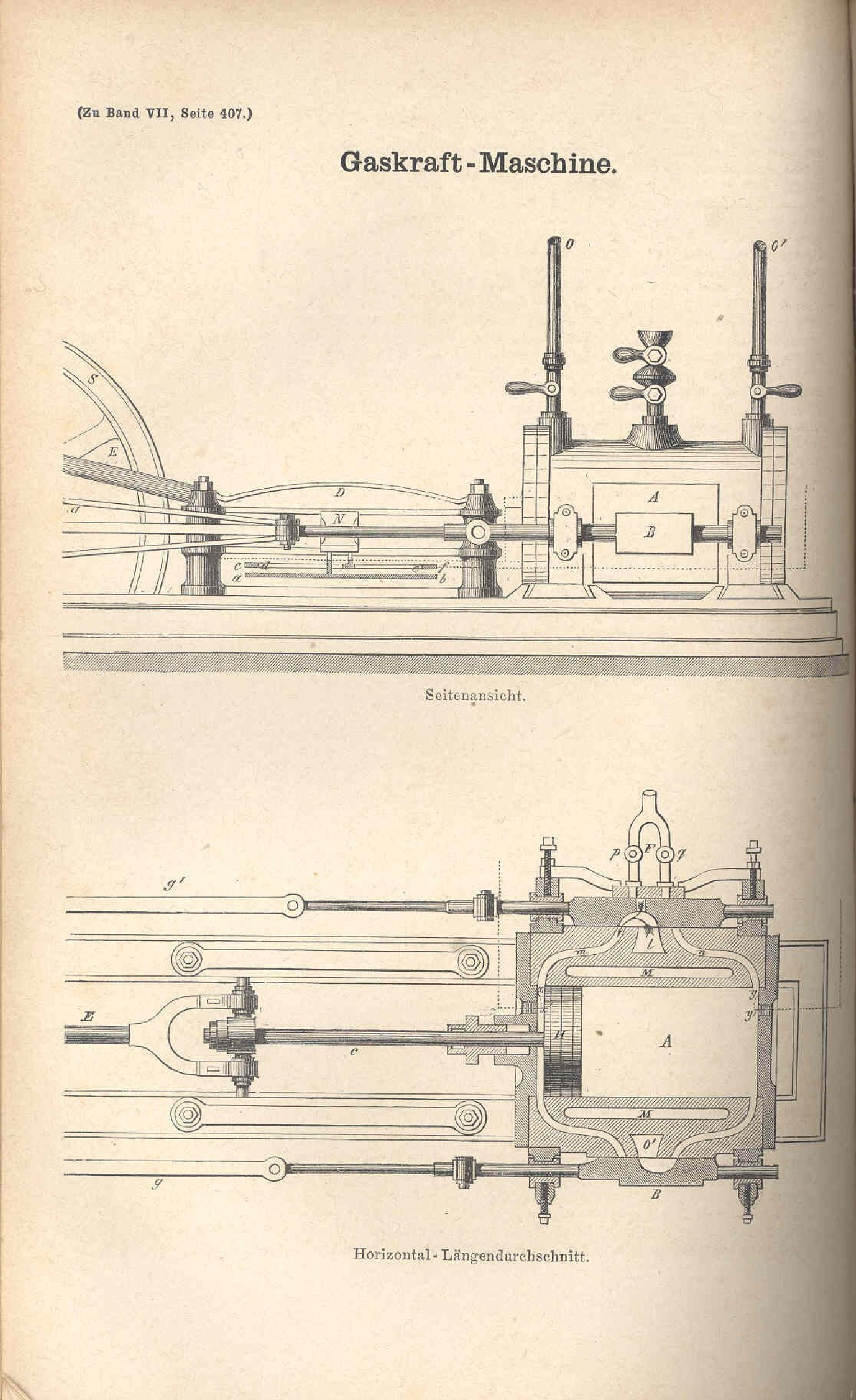
Газовий двотактовий мотор Ленуара, 1861

Двигун Ленуара значно поступався конкуренту в термічному ККД, крім того, порівняно з іншими поршневими двигунами внутрішнього згоряння в нього була вкрай низька потужність, що знімається з одиниці робочого об'єму циліндра. Двигун з 18-літровим циліндром розвивав потужність усього 2 кінські сили. Ці недоліки були спричинені відсутністю в двигуні Ленуара стиску паливної суміші перед запалюванням. Рівний за потужністю двигун Отто (в циклі якого був передбачений спеціальний такт стиснення) важив у кілька разів менше і був набагато компактнішим.
Навіть очевидні переваги двигуна Ленуара — відносно малий шум (внаслідок вихлопу практично при атмосферному тиску) і низький рівень вібрацій (внаслідок рівномірнішого розподілу робочих ходів за циклом) —  не допомогли йому витримати конкуренцію.
У технічній термодинаміці робочий процес двигуна Ленуара описується циклом Ленуара.

## Галерея

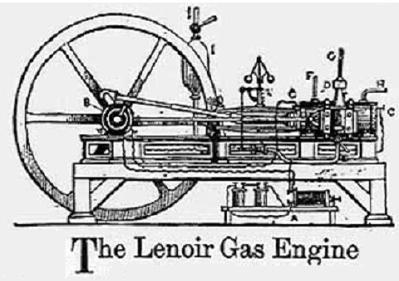
Схема мотора Ленуара
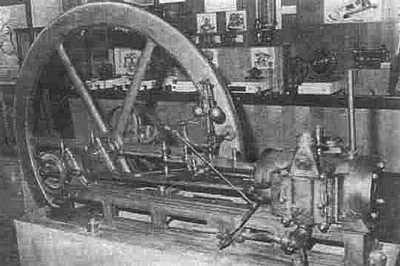
Газовий мотор Ленуара в паризькому Музеї мистецтв і ремесел
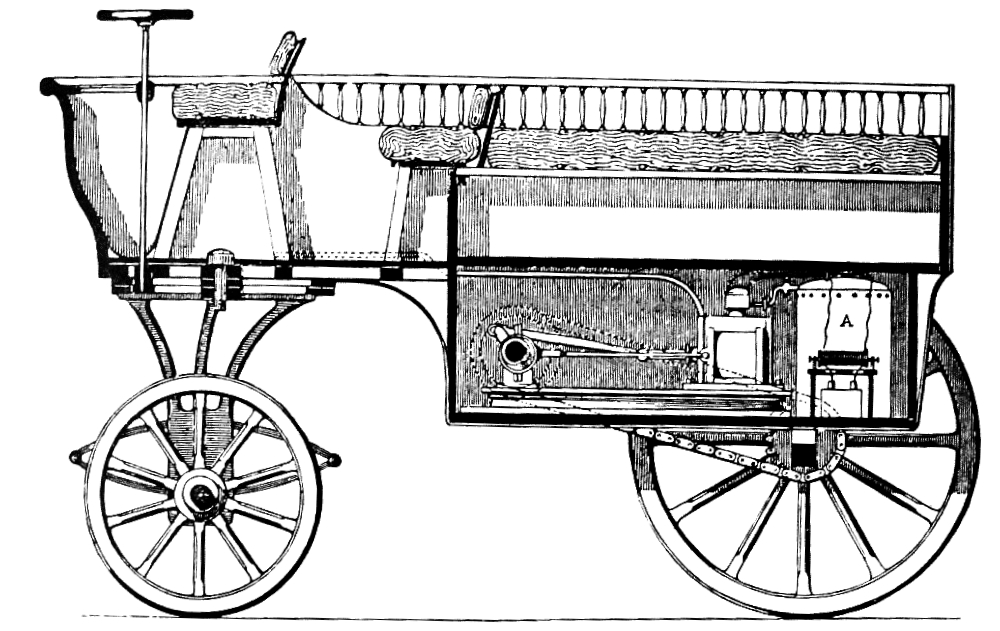
Hippomobile Ленуара (1863)
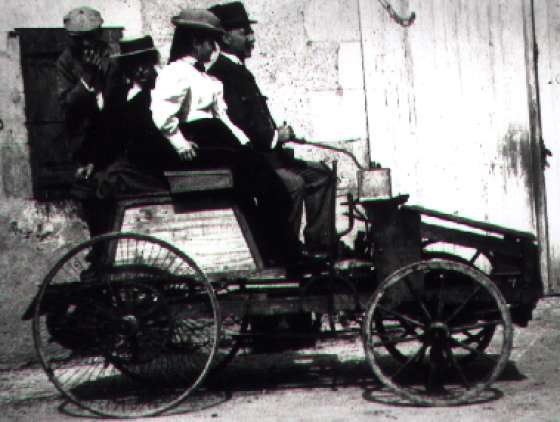
Авто з мотором Ленуара